# Metenoploides alatus
Metenoploides alatus är en rundmaskart som beskrevs av Christian Wieser 1953. Metenoploides alatus ingår i släktet Metenoploides och familjen Enoplidae. Inga underarter finns listade i Catalogue of Life.